# Palatomaxilláris varrat

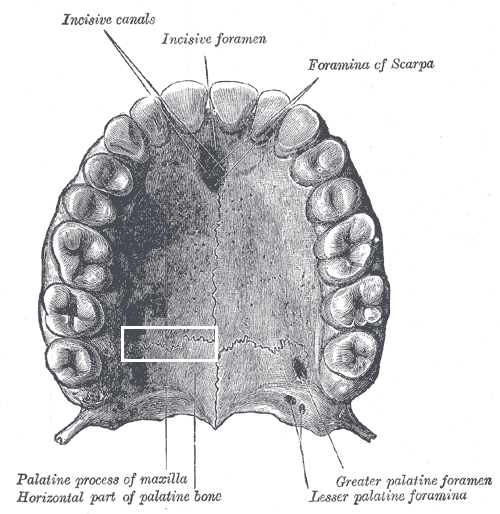
A szájbad (a fehér keret jelöli a varratot)

A palatomaxilláris varrat (sutura palatomaxillaris) egy koponyavarrat (sutura cranialis) mely a pars horizontalis és a processus palatinus maxillae hátulsó széle között található.